# Michelle Forbes
Michelle Renee Forbes Guajardo (Austin, Texas, 8 januari 1965) is een Amerikaanse actrice. Ze is bekend van onder andere de televisieseries Star Trek: The Next Generation, 24, Battlestar Galactica en Prison Break en de films Kalifornia (1993) en Escape from L.A. (1996).
Hoewel ze eigenlijk ballet wilde doen, vertrok ze op 16-jarige leeftijd naar New York om auditie te doen voor een filmrol.
In 1991 had ze een kleine rol in de aflevering "Half a Life" van Star Trek: The Next Generation waarin ze de dochter speelde van David Ogden Stiers' personage. De producenten waren erg enthousiast over haar optreden dat ze voor het vijfde seizoen werd gevraagd om de rol van Ro Laren te vertolken. Dit terugkerende personage speelde ze in verschillende afleveringen van de serie.
Vanwege het succes van Star Trek: The Next Generation besloten de producenten om een nieuwe serie te maken: Deep Space Nine. Het was de bedoeling dat Ro Laren hierin de hoofdrol kreeg, maar Forbes was op dat moment niet meer geïnteresseerd in een langlopende televisierol. Daarom werd een nieuw personage, Kira Nerys (gespeeld door Nana Visitor) voor de serie gecreëerd.

## Filmografie
- 1991 - Father Dowling Mysteries - Gyminstructrice
- 1992 - The Playboys - Maggie Rudden
- 1993 - Kalifornia - Carrie Laughlin
- 1994 - Swimming with Sharks - Dawn Lockard
- 1995 - Just Looking - Mary
- 1996 - Escape from L.A. - Brazen
- 1996 - Homicide: Life on the Street - Dr. Julianne Cox (1996-1998)
- 1998 - Dry Martini - Valeria
- 2000 - Bullfighter - Mary
- 2001 - Perfume - Francene
- 2002 - 24: seizoen 2 - Lynne Kresge
- 2005 - Prison Break - Samantha Brinker (2005-2006)
- 2007 - Waking the Dead: Yahrzeit 1 en 2 - Sarah
- 2007 - Battlestar Galactica: Razor - Admiral Cain
- 2009 - True Blood - Maryann Forrester
- 2011 - The Killing - Mitch Larsen  (2011-2012)
- 2013 - The Hunters - Jordyn Flynn
- 2013 - Dear Sidewalk
- 2014 - Orphan Black - Dr. Marion Bowles
- 2015 - The Returned - Helen Goddard
- 2016 - Berlin Station
- 2017 - Columbus
- 2021-2022 - New Amsterdam - Veronica Fuentes (13 afl.)